# Anemopsis californica
Anemopsis californica là một loài thực vật có hoa trong họ Saururaceae. Loài này được (Nutt.) Hook. & Arn. mô tả khoa học đầu tiên năm 1840.